# رادو بلان
رادو بلان (بالفارسية: رادو پلان) هي قرية تقع في منطقة بولان في إيران. يقدر عدد سكانها بـ 538 نسمة بحسب إحصاء 2016.